# Bernardine Evaristo
Bernardine Anne Mobolaji Evaristo, OBE, FRSL, FRSA, FEA (narozena 1959) je britská spisovatelka. V roce 2019 získala Bookerovu cenu za svůj román Dívka, žena, jiné, v němž se proplétají příběhy dvanácti převážně ženských postav. čímž se stala první ženou tmavé pleti a současně první Britkou tmavé pleti, která ji získala. V roce 2020 získala ceny British Book Awards v kategoriích Fikce roku a Autorka roku a také cenu Indie Book Award za fikci.
Je dlouholetou zastánkyní inkluze černošských spisovatelů a umělců a v tomto směru realizovala mnoho úspěšných projektů. Založila cenu Brunel International African Poetry Prize (2012 – současnost) a iniciovala program mentoringu poezie The Complete Works (2007–2017). V roce 1995 spoluzaložila agenturu pro rozvoj spisovatelů nazvanou Spread the Word a první britskou divadelní společnost pro černošské ženy (1982–1988) s názvem Theatre of Black Women. V roce 1995 taktéž uspořádala první velkou britskou konferenci o černošském divadle nazvanou Future Histories v Royal Festival Hall a v roce 1997 první významnou britskou konferenci o černošském britském psaní s názvem Tracing Paper v londýnském muzeu.

## Životopis
Evaristová se narodila v Elthamu v jihovýchodním Londýně a byla pokřtěna jako Bernardine Anne Mobolaji Evaristo. Vyrůstala ve Woolwichi, je čtvrtou z osmi dětí narozených její anglické matce, která byla učitelkou, a jejím nigerijským otcem Juliusem Taiwo Bayomi Evaristo (1927–2001), narozeným v britském Kamerunu.